# Годунов, Иван Григорьевич
Иван Григорьевич Годунов (18 января 1926, село Атемар, Пензенская губерния — 25 марта 1979, там же) — участник Великой Отечественной войны, полный кавалер ордена Славы, младший сержант, командир отделения взвода пешей разведки 718-го стрелкового полка 139-й стрелковой дивизии 49-й армии 2-го Белорусского фронта.

## Биография
Родился 18 января 1926 года в селе Атемар, ныне Лямбирского района республики Мордовия, в семье крестьянина. Русский. Окончил 9 классов.
Работал кузнецом в колхозе «Будённовский».
В 1943 году бы призван в Красную Армию. В запасном полку прошёл военную подготовку и весной 1944 года прибыл на 2-й Белорусский фронт.
С мая 1944 года участвовал в боях в составе взвода пешей разведки 609-го стрелкового полка 139-й Рославльской стрелковой дивизии. Весь боевой путь прошёл в составе этой части на 2-м Белорусском фронте.
В ночь на 27 июня 1944 года красноармеец Годунов в составе группы разведчиков в числе первых преодолел реку Днепр у города Могилев. За разведчиками на подручных средствах переправлялись передовые подразделения полков. В боях за город уничтожил из автомата 3 и взял в плен 9 солдат противника. К утру 28 июня советские войска полностью
очистили от гитлеровцев Могилев. Развивая наступление, части дивизии вышли к реке Неман. Первыми на подручных средствах в районе деревни Ковши форсировали реку полковые
разведчики, в числе которых был Годунов. Разведчики смело вступили в бой и потеснили противника. Их успехом воспользовались передовые подразделения, успешно переправившиеся на западный берег. Отразив контратаки противника, части дивизии участвовали в освобождении города Гродно.
Приказом от 21 сентября 1944 года красноармеец Годунов Иван Григорьевич награждён орденом Славы 3-й степени.
Накануне Восточно-Прусской операции разведчики вели непрерывное наблюдение за противником, пробирались в его тыл, доставляли в штабы контрольных пленных.
В ночь на 4 декабря 1944 года в районе погранзнака № 48 на реке Нарев близ города Новогруд (Польша) младший сержант Годунов во главе разведгруппы переправился на занятый врагом берег с задачей захвата «языка». Трое разведчиков углубились на территорию противника и с тыла зашли к разрушенному мосту. Напали на вражеский секрет, в схватке четверых
уничтожили, одного взяли в плен. Группа без потерь вернулась к своим, «язык» дал ценные сведения.
Приказом от 23 декабря 1944 года младший сержант Годунов Иван Григорьевич награждён орденом Славы 2-й степени.
В январе 1945 года 49-я армия участвовала в Восточно-Прусской операции, а в феврале — марте — в Восточно-Померанской. Не раз отличился разведчик Годунов в этих боях.
24 марта 1945 года, ведя разведку в районе населенного пункта Пелонскен (6 км северо-западнее города Данциг, ныне Гданьск, Польша), командир отделения Годунов гранатой уничтожил огневую точку противника вместе с расчетом, лично вывел из строя до 10 вражеских солдат и офицеров. Используя успех разведгруппы, наступавшие подразделения ворвались в
населенный пункт и очистили его от врага.
Участвовал Иван Годунов в боях и на одерских плацдармах, а закончил свой боевой путь недалеко от Эльбы 4 мая 1945 года.
Указом Президиума Верховного Совета СССР от 29 июня 1945 года за исключительное мужество, отвагу и бесстрашие в боях с гитлеровскими захватчиками младший сержант Годунов Иван Григорьевич награждён орденом Славы 1-й степени. Стал полным кавалером ордена Славы.
После войны продолжал службу в армии. В 1949 году сержант Годунов демобилизован.
В 1954 году вернулся в родное село Атемар. Работал слесарем в колхозе, затем в совхозе «Атемарский». Только в 1970 году ветерану был вручен последний боевой орден — Славы 1-й степени.
С 1971 года работал слесарем на птицефабрике.
Скончался 25 марта 1979 года.

## Награды
- орден Славы 1-й степени № 3200 (29.06.1945) — вручен в 1970 году
- орден Славы 2-й степени № 13794 (23.12.1944)
- орден Славы 3-й степени (21.09.1944)

Медали, в том числе:
- - «За доблестный труд. В ознаменование 100-летия со дня рождения Владимира Ильича Ленина»
  - «За победу над Германией в Великой Отечественной войне 1941—1945 гг.»
  - «Двадцать лет Победы в Великой Отечественной войне 1941—1945 гг.»
  - «Тридцать лет Победы в Великой Отечественной войне 1941—1945 гг.»
  - «За взятие Кенигсберга»
  - «Ветеран труда»
  - «30 лет Советской Армии и Флота»
  - «50 лет Вооружённых Сил СССР»
  - «60 лет Вооружённых Сил СССР»

## Память
- В селе Атемар на доме, где жил ветеран, установлена мемориальная доска.
- Ежегодно проводятся республиканские соревнования «Веселые старты» среди юношеских команд на приз памяти полного кавалера орденов Славы Ивана Григорьевича Годунова.